# Арборе (язык)
Арборе — кушитский язык, на котором говорит одноимённый народ на юге Эфиопии.

## Вопросы классификации
Язык арборе принадлежит к восточной ветви кушитской семьи афразийской макросемьи. Немецкий лингвист Ганс-Юрген Зассе предположил, что язык принадлежит к группе омо-тама низменной восточно-кушитской подветви языков. Ближайшие родственники языка (входящие в западной подгруппе омо-тана) — даасанах и вымерший язык кенийских рыбаков эль-моло. 
В числе аргументов, приводимых в подтверждение принадлежности арборе к западной подгруппе языков омо-тама, есть результаты исследований сравнительной лексикографии, а также общие грамматические правила.

## Современное положение
По переписи населения 2007 года, на языке говорят 7210 человек. Из них 3900 человек — монолингвы (по переписи 1994 года) и ещё 3110 человек говорят на арборе как на втором языке.
Распространён на юге Эфиопии в вореда Хамер близ озера Чоу-Бахр.
86 % носителей арборе неграмотны.

## Лингвистическая характеристика

### Фонетика и фонология

#### Согласные звуки
Согласные звуки языка арборе:
|             |             | Губные | Альевол. | Палат. | Веляр. | Глотт. |
| ----------- | ----------- | ------ | -------- | ------ | ------ | ------ |
| Взрывные    | глухие      | (p)    | t        | c      | k      | ʔ      |
| Взрывные    | глухие      |        | (tʼ)     | cʼ     | kʼ     |        |
| Взрывные    | звонкие     | b      | d        | ɟ      | g      |        |
| Имплозивные | Имплозивные | ɓ      | ɗ        |        |        |        |
| Фрикативы   | Фрикативы   | f      | s        | ʃ      |        | h      |
| Носовые     | Носовые     | m      | n        | ɲ      | ŋ      |        |
| Боковые     | Боковые     |        | l        |        |        |        |
| Дрожащие    | Дрожащие    |        | r        |        |        |        |
| Полугласные | Полугласные | w      |          | j      |        |        |

[p] и [tʼ] встречаются в основном только в заимствованиях.

#### Гласные звуки
Гласные звуки языка арборе:
|                | Передние | Задние |
| -------------- | -------- | ------ |
| Верхние        | i        | u      |
| Средне-верхние | e        | o      |
| Нижние         |          | a      |

### Морфология
В арборе, как и в других низменных восточно-кушитских языках, различаются три числа. Кроме того, количество различаемых родов зависит от числа субъектов.
В арборе сохранился минимум один десяток глаголов с праафразийским архаичным префиксальным спряжением.

### Синтаксис
Базовый порядок слов — SOV (субъект-объект-глагол).